# Míč

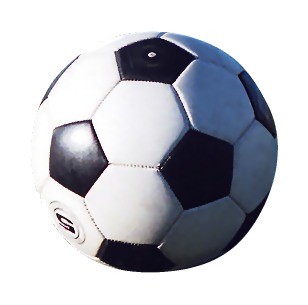
Míč na fotbal

Míč či míček, nepřesně také balón či balon, je zpravidla kulatý předmět používaný v mnoha sportech a hrách. Je obvykle vyroben z kůže, gumy nebo plastické hmoty. Míče jsou většinou duté, naplněné stlačeným vzduchem a obvykle kulaté. Barva míče je libovolná, některé sporty však mají danou barvu míče pravidly, např. na úrovni ligových soutěží apod. Na plnění míče vzduchem se používá pumpička.    
Děti v minulosti používaly jako náhradu míče tzv. hadrák. Jedná se o míč vyrobený ze staré punčochy a vyplněný hadry.

## Speciální míče
Některé míče mohou mít i tvar šišky (např. pro ragby, americký fotbal nebo australský fotbal) nebo mohou být plněny jinou než vzduchovou výplní (medicinbal).
V některých sportech se používají kulaté předměty vyrobené z kovu, dřeva nebo pevné umělé hmoty. V takových případech se obvykle hovoří o kouli (např. kulečník, kuželky, pétanque, bowling). 
Speciální typy míčků jsou používány např. v tenisu, stolním tenisu, softballu či baseballu. Míček pro kriket se užívá také jako speciální tělocvičné náčiní určené pro nácvik hodů a pro trénink. Velký a těžký míč určený pro trénink a posilování se nazývá medicinbal. Pro rehabilitační a fitness účely slouží gymnastický míč (nafukovací míč o průměru od 30 do 120 cm).
Výjimku tvoří míček na badminton, který má tvar otevřené polokoule opatřené peřím, které zajišťuje změnu orientace míčku během hry.

## Historie
Míče byly využívány ke hrám už ve starověku v Egyptě, Řecku a Římě a Aztéky ve Střední Americe. Během staletí se vyvinulo velké množství různých míčových her.
| Hra, míč         | Hmotnost v gramech | Obvod v cm  |
| ---------------- | ------------------ | ----------- |
| Baseball         | 142 – 149          | 22,9 – 23,5 |
| Basketbal        | 600 – 650          | 75 – 80     |
| Plážový volejbal | 260 – 280          | 66 – 68     |
| Fotbal           | 396 – 453          | 68 – 71     |
| Golf             | 45 – 48            | 12,6        |
| Házená           | 400 – 500          | 48 – 60     |
| Hokej            | 156 – 163          | 23,0 – 23,5 |
| Kriket           | 156 – 163          | 22          |
| Medicinbal       | 1500 – 3000        | 110         |
| Ragby            | 360 – 425          | ---         |
| Tenis            | 56,5 – 58,5        | 20 – 41     |
| Stolní tenis     | 2,4 – 2,5          | 11,4 – 12,1 |
| Volejbal         | 260 – 280          | 65 – 67     |
| Vodní pólo       | 400 – 450          | 68 – 71     |
| Badminton        | 4,74 – 5,5         | 62 – 70     |

## Fotogalerie

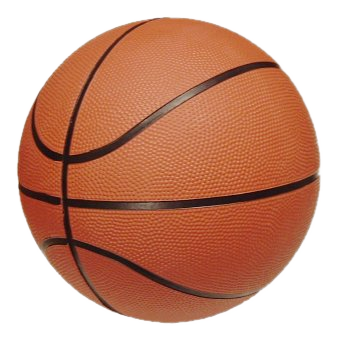
Míč na basketbal
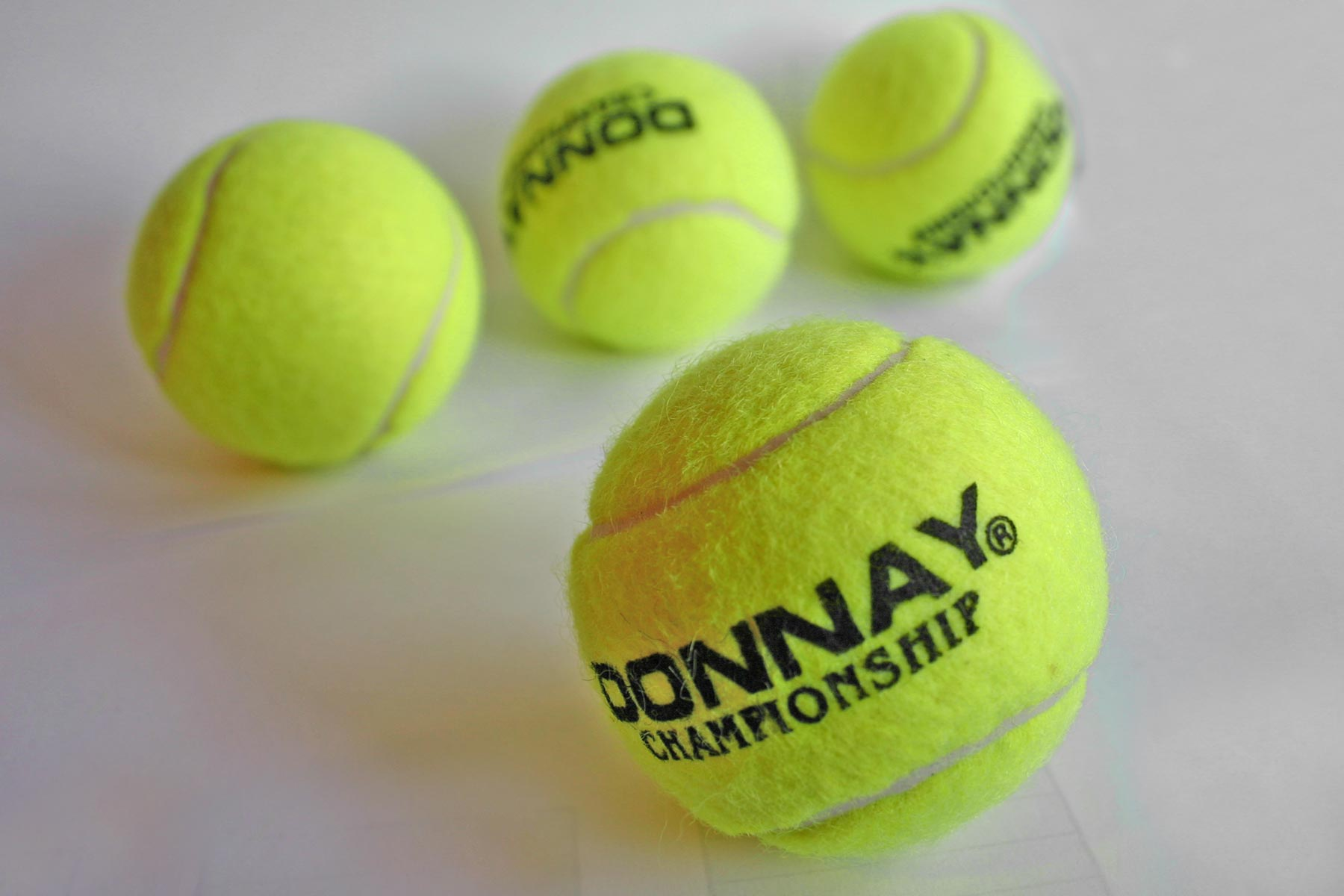
Tenisové míčky
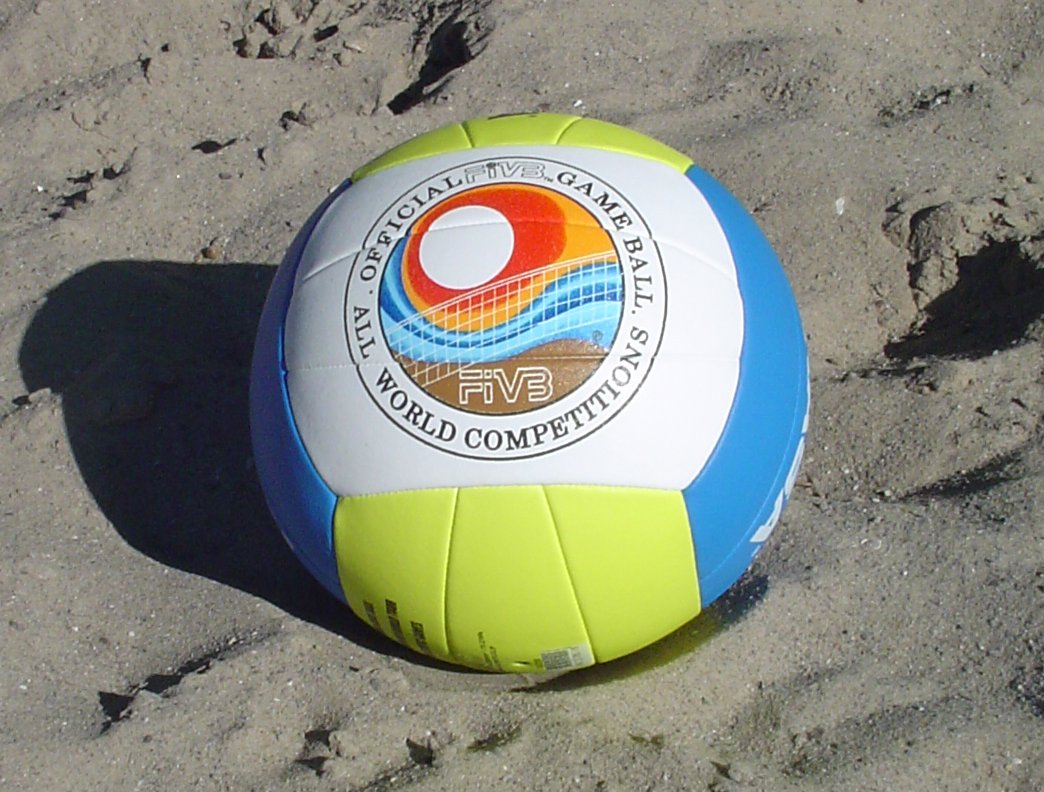
Míč na plážový volejbal
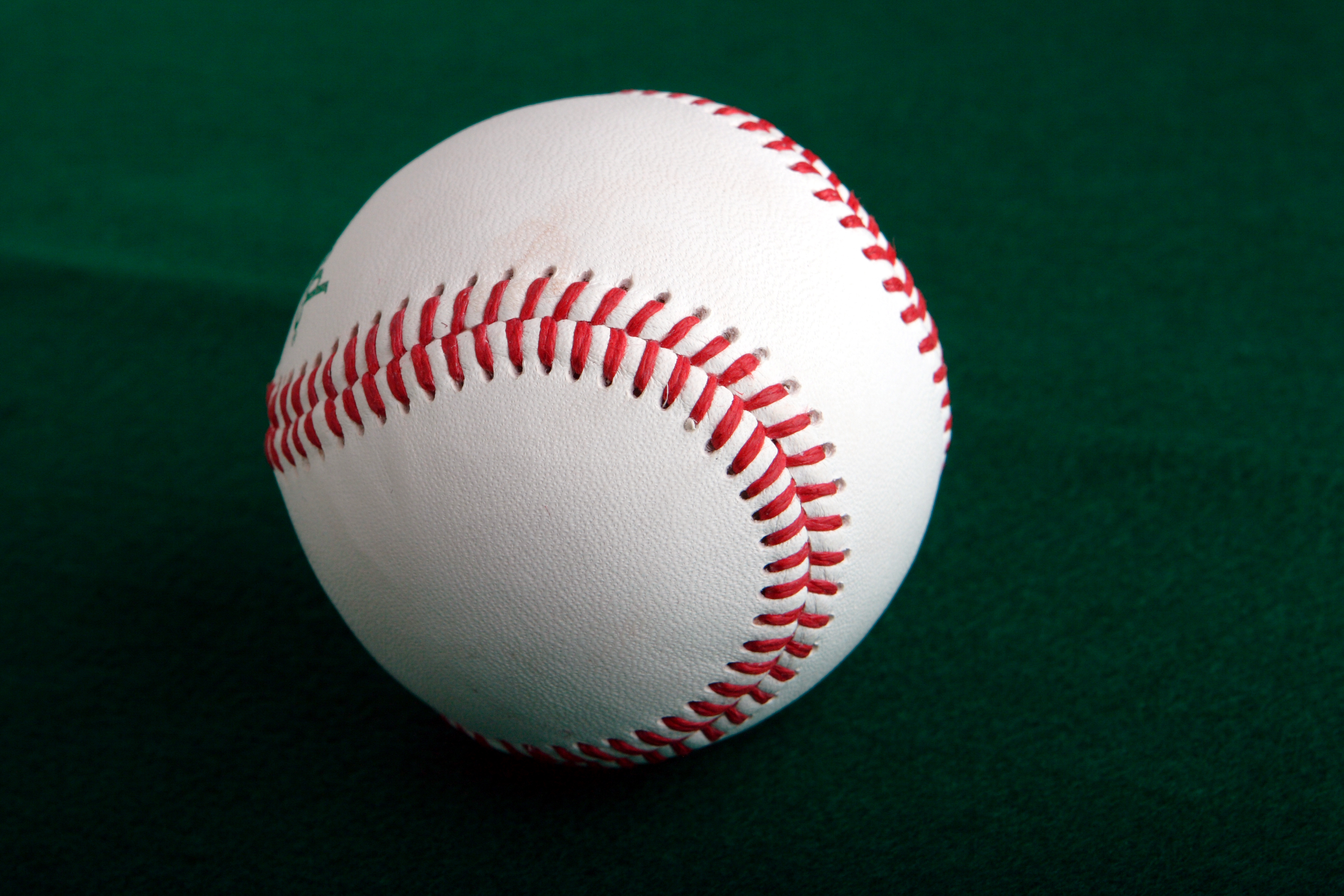
Baseballový míček
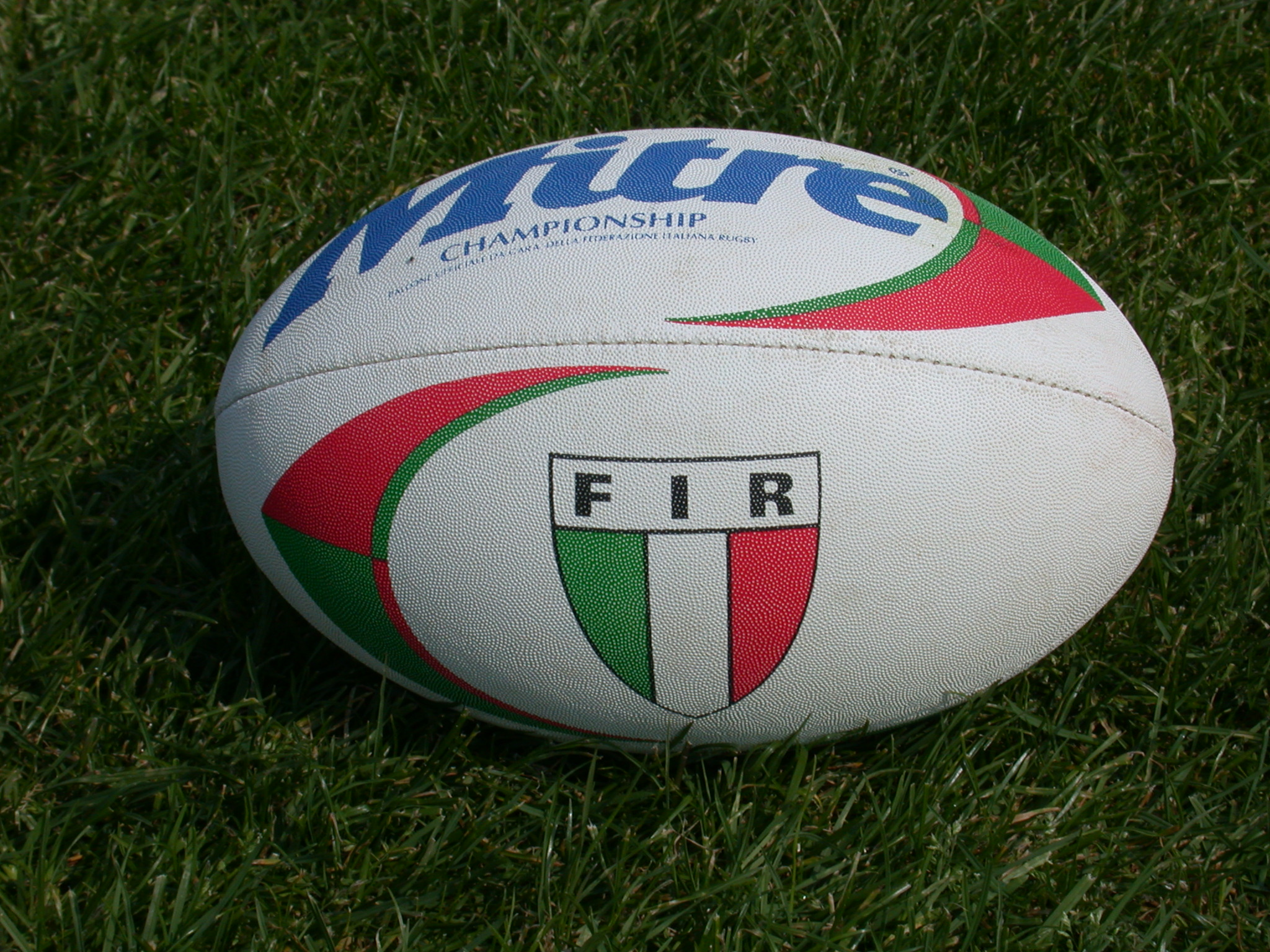
Šišatý míč na ragby nebo na australský fotbal
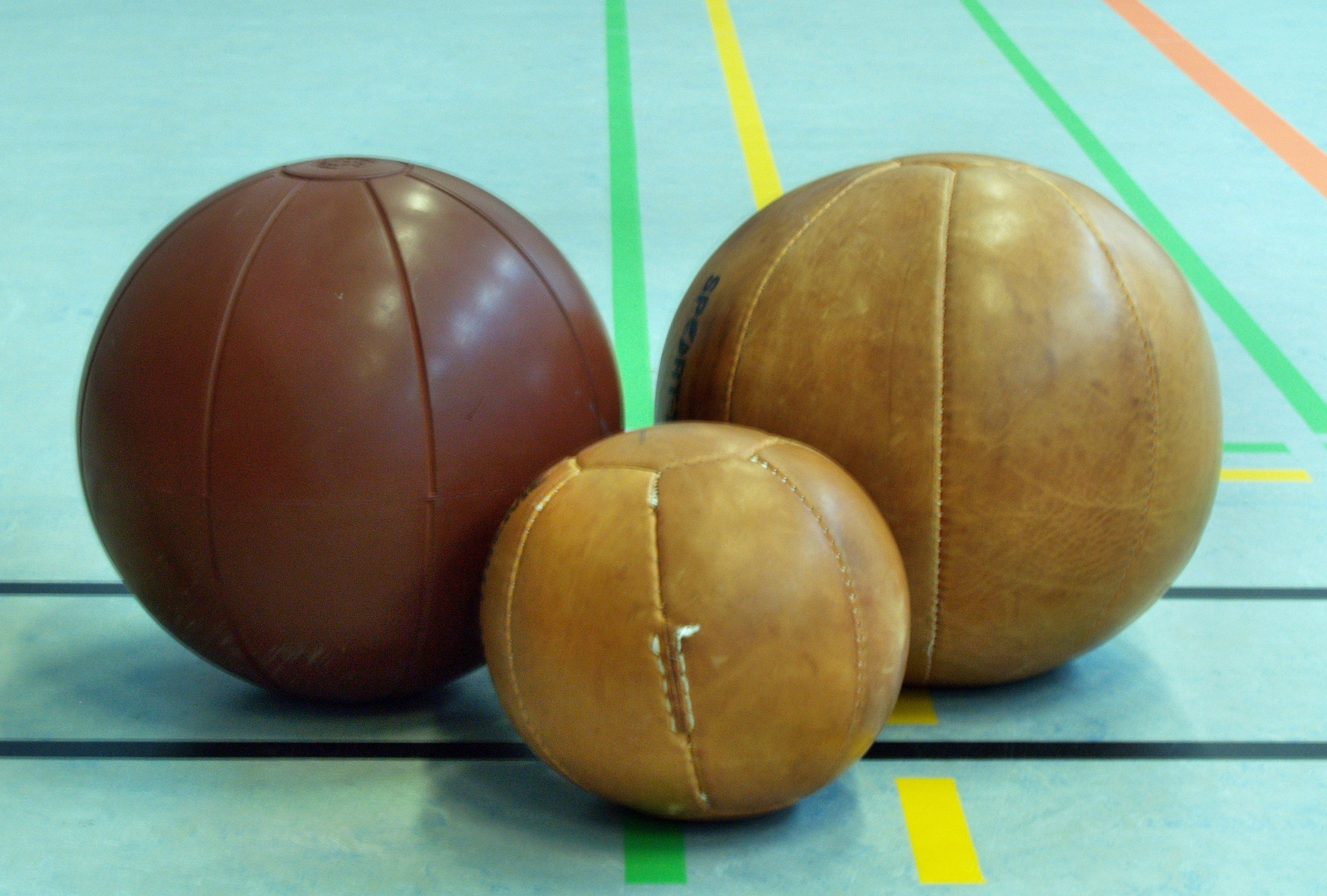
Medicinbaly
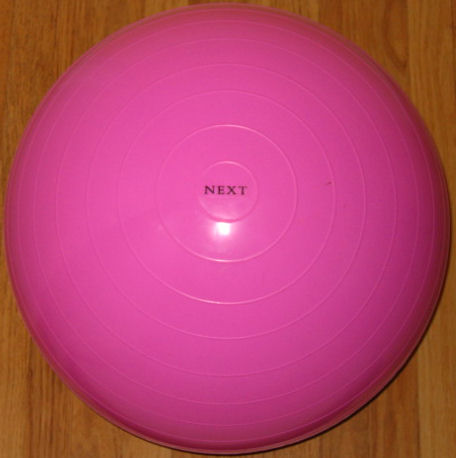
Gymnastický míč
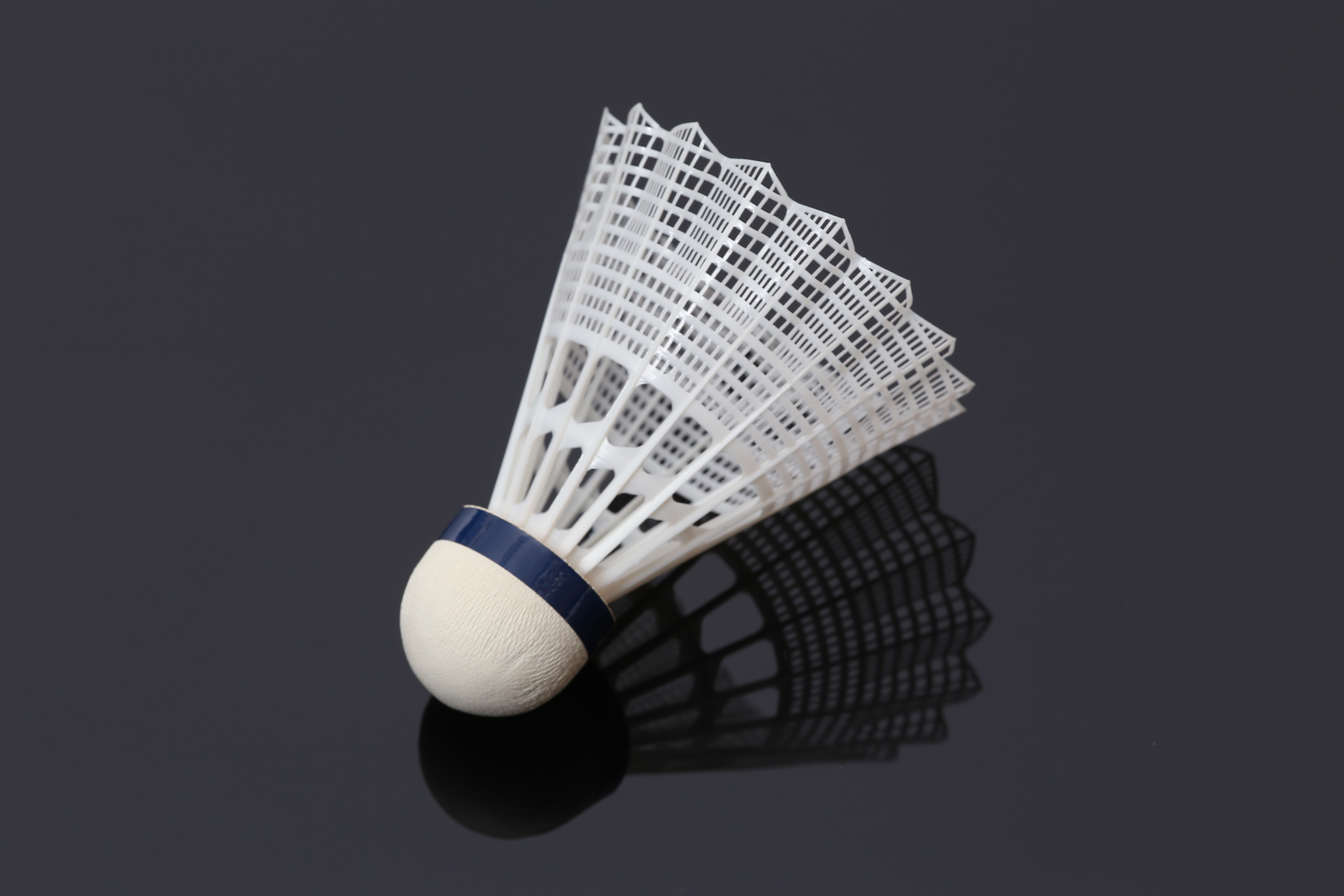
Badmintonový míček s plastovou náhradou peří